# Ven Jemeršić
Ven Jemeršič, slovenski režiser, direktor fotografije, glasbenik in pesnik, * 1970.
Po končani filmski akademiji ADU v Zagrebu leta 1995, je bil izbran za Master Class z oskarjevcema Vilmosom Zsigmondom in Billyjem Williamsom. Leta 2012 naredi tudi magisterij iz filmske fotografije na ADU v Zagrebu. Kot snemalec je posnel 8 celovečernih filmov in več kratkih filmov. Kot režiser in snemalec dela na reklamah, televizijskih oddajah, showih in glasbenih spotih. Posnel je več kot 500 reklam za velika podjetja v Sloveniji in na Hrvaškem. Po več kot 170 glasbenih spotov je še vedno eden slovenskih najboljših režiserjev, kateremu rečejo kar Guru slovenskega videospota. Leta 2001 je skupaj s Karpo Godino bil soustanovitelj Združenja Filmskih snemalcev Slovenije - ZFS. Kot pisatelj je objavil svojo prvo knjigo Ultrapas v letu 2004. 11. septembra 2014 izide njegova druga knjiga z naslovom Električni golaž. 22.11.2017 Izide njegova tretja knjiga poezij PWC. Ustanovil je podjetje Supermarket d.o.o., ki se ukvarja z avdio in video produkcijo. Vodi pa tudi Zavod Partizanka, podjetje za izposojo filmske opreme. V televizijskih vodah je režiral in snemal več kot 120 serij nadaljevanke “Lepo je biti sosed” za PopTV. Produciral in režiral je oddajo “Planet Stand Up” in oddajo “Ustreli” za Planet TV ter otroško oddajo "Srečo kuha Cmok" za RTV Slovenija. Leta 2016 je kreiral slovensko humoristično serijo "Da, dragi!, Da, draga!" (Planet TV), kot producent in režiser. Kot basist je bil ustanovni član glasbene jazz fusion skupine Black Balloon še v 80-tih letih, s skupino Buldožer je soustvarjal od leta 1991-1998 s katero je posnel album "Noč". Leta 1996 je ustvaril skupino "Central Problem" s katero je leto kasneje posnel album "149" na kateri se nahaja njihov prvi hit "Zagor". Skupina je leta 2016 začela ustvarjati nov material za nov album. S skupino Sestre je kot basist sodeloval pri pesmi za Eurosong 2002 "Samo ljubezen". Soustvarjal je tudi album Pera Lovšina - "Hiša nasprot sonca". Skupino "Phonomonics" je ustvaril skupaj s Katarino Nastesko in Sebastijanom Duhom s katero sodeluje še danes. Trenutno igra bas tudi pri skupini "Lusterdam" in ustvarja lastno elektronsko glasbo pod imenom "Ven".  

## Delo

### Celovečerni filmi (igrani in dokumentarni)
Direktor fotografije
- MONDO BOBO - Goran Rušinović (zmagovalec v Pula Film Festival)
- PORNO FILM - Damjana Kozoleta (zmagovalec v FFS)
- LJUBLJANA - Igorja Šterka (nagrada za najboljšo fotografijo VESNA in Kodak nagrada za najboljšo fotografijo dosežke v letu 2001)
- ODA PREŠERNU - Martin Srebotnjak
- DESPERADO TONIC -Hanna Slak
- KLEŠČAR - Matjaž Latin
- DOBRO UŠTIMANI MRTVACI - Benjamin Filipovič
- REALITY - Dafne Jemeršić (Best of the fest Hamburg filmskega festivala)

Režiser
- STOLETJE SANJ - celovečerni dokumentarni film o inovatorju Petru Florjančiču

Producent
- Stoletje Sanj - celovečerni dokumentarni film o inovatorju Petru Florjančiču

Koproducent
- PO TAMBURI - Stanislav Tomić

### Kratki filmi in dokumentarni filmi
Direktor fotografije
- DUBRAVKA TOMŠIČ – Martin Srebotnjak
- ORGAZMUS – Dražen Štader
- IME MAJKE NARANĐA – Jasna Zastavnikovič
- RASTANAK – Branko Ištvančič
- YOU ARE FREE, DECIDE – Miha Mazzini
- BOŠ PA MRZLO JEDO – Miha Mlaker
- FIGURAE VENERIS – Siena Krušič
- KAJ BI ŠE RAD – Martin Srebotnjak
- VRVOHODEC – Tosha Slak
- ZJUTRO – Tosha Slak
- BIL SEM ELVIS – Janja Glogovac
- TIŠINA PRED NEVIHTO – Klemen Dvornik
- PREDOR – Tosha Slak
- JEZNI – Šela Kuclar
- ŽILE – Dražen Štader

### TV produkcija
Režiser
- PLANET STAND-UP – Kreator, producent in režiser
- LEPO JE BITI SOSED for POP TV– Sezone 1-6 (124 episodes)
- TRUBADUR – za RTV SLO
- SOBOTNA NOČ – Life concerts RTV SLO
- DA, DRAGI ! DA, DRAGA ! - Sezona 1 za Planet TV
- USTRELI – Sezona 1 za Planet TV
- SREČO KUHA CMOK – za RTV Slovenija

### Reklamni oglasi
Režiser in direktor fotografije*
- Slovenske železnice - Vlaki nove generacije
- Pekarna Pečjak - Štrudl
- Pekarna Pečjak - Jušne testenine
- Telemach - Vedno v igri
- Jub - Malaton
- Jub - 50 let
- Jub - Jubizol
- AMZS - Darilna kartica
- Ljubljanski Festival - od leta 2020 do 2025
- EKWB – Crouching Tiger, Hidden Hiring Team
- EKWB – Putting Passion to the Test
- Croatia Zavarovanje – Pisarna, Parking, Lovec
- Croatia Zavarovanje – Herbie, Yugo, DeLorean
- Železniški muzej - Mini olimpijada
- JUB – Wellbeing
- JUB - Jubin (dedek in punca)
- Kia - kampanja za balkansko tržišče z Branko Đuričem od leta 2017
- MLILY - Manchester United
- Geely - Street interview
- Lidl - Tomaževa nova knjiga
- Voyo 2016
- Adria 2015 – evropske destinacije
- Mass - Obuje tudi  vas 2015
- Tušmobil – Družina 2014
- Tuš – Tušklub 2014
- Cineplexx – Jure Zrnec
- Hofer - Klepet, Veliki nakup, Blagovne znamke 2015
- AMZS – Vransko
- Loterija Slovenije – 3x3 (kopirka, računalnik, sejna, trica)
- Amis – Podjetnik – Obvlada čisto vse
- Loterija Slovenije – Plesalci
- Mercator - Scientists
- Dormeo – Erekcija
- TELEMACH – Soulutions
- TUŠ – Pričarajmo nasmeh 10 let
- Očistimo Slovenijo – Tin Vodopivec + Slon in Sadež
- Očistimo Slovenijo – Mojca Mavec + Iva Kranjc
- Očistimo Slovenijo – Anja K. Tomažin + Janez Hočevar - Rifle
- AMZS – Modro je biti naš član
- DORMEO GO! - Luggage
- POP NON STOP – new cable tv offers (indiana jones, basic instincs, jurrasic park, queen, madagascar, ko to tamo pjeva, Seinfeld, CSI, Star Wars)
- RAIFFEISEN BANK – 24/7
- SIOL BOX S
- SUBRINA – Eye Candy Hair color
- Spar – Nalepke – izdelki
- Jelovica – Ekoterm Rifle
- Mercator – odštevanje Organic
- TUŠ - Boomerang
- TUŠ - Dirigent
- TUŠ – Abanka položnice
- TUŠMOBIL – Valentinovo, Za Vse
- TUŠMOBIL – Snemanje, Vesolje, Preiskava, Smrekca, Carina
- DANONE – Badtime story, Old Salt, Princess
- NODOL – Gel - Telovadec*
- GLOBUS* - hip hop
- JUTRANJI LIST – 10 REKLAM*
- LEDENI ČAJ – UNION*
- LCA – SIR*
- ENERGO PETROL – MINI SERIJA 4 reklame*
- DUKAT – VANILLA*
- DUKAT – MOUSSE*
- TELEKOM – POWER DANCERS*
- VROČE POLETJE 99’*
- RENAULT SLOVENIJA*
- BOTER – DOSTOP DO INTERNETA*
- BIG BANG*
- LJUBLJANSKE MLEKARNE – SLADOLED*
- MARIBORSKE MLEKARNE – JOGURTI 3*
- RADIO CITY*
- CORINA DEL CONTE – konfekcija*
- ŠAMPIONKA *
- MERCATOR – sarajevo*
- MOBITEL – KO SE ČAS USTAVI*
- MOBITEL – SIEMENS*
- DALERON KRKA –3 reklame*
- RAŠICA*
- VARNOST PRI DELU*
- SIMPA CRONET– božič*
- MERCATOR – božiček*
- VOLKSBANK – Croatia*
- MASS*
- FENISTIL*
- MAX – Sladoledi - nesramno dobri*
- MAXIM – Sladoledi - nesramno dobri*
- RADENSKA – življenje jo ljubi*
- SIMOBIL – new year 2002*
- SIMOBIL – Countdown *
- SIMOBIL – trio teaser friends*
- SIMPA – CRONET novogodišnja*
- MERCATOR – family*
- MERCATOR – božiček
- TRIGLAV – kleme
- KOMPAS - shop novoletna*
- SIOL – ADSL x 2*
- PETROL – kurilno olje*
- KANCILJA – kreme  *
- SIMOBIL – Valentinovo*
- MERCATOR – Riž v akciji*
- KOMPAS HOLIDAYS – 2002 – 3x*
- SIMOBIL – nogometna tekma*
- PETROL – Skuter ole*
- LJUBLJANSKE MLEKARNE –jogurti*
- AMAI – kreme
- SCT – nogometna
- SIMOBIL – junaki bloka*
- VZAJEMNA – zavarovalnica
- HTHINET – imaš email ?
- MILA – new look for newspaper
- LUNA – Let’s stretch*
- SIMOBIL – Orto
- SIMOBIL – Family
- RENAULT – Twingo
- SIMOBIL – Božiček 2002 – 2x
- JUTRANJI LIST – Revija
- SIMOBIL – Free
- HT Mobile – C3 Pariz
- FRUC – TV – 9,5 klonov , dolores traktores , proteus V
- RENAULT – poletje 3-x
- A BANKA – Srečen Dan
- LOTERIJA SLOVENIJE – avtobus
- HT mobile – Beatbox
- SIMOBIL – Dual summer
- SONY – Skoč po sony
- SIMOBIL – Vodafon live
- SIMOBIL – Limbo
- HT MOBILE – new york new york
- TUŠ – vrečka
- LJUBLJANSKE MLEKARNE – novi izdelki animacija
- BANKA KOPER – 4 reklame za leto 2005
- PETROL – krogla 2004*
- PERSIL – sensitive*
- KOLOSEJ – Moč filma x 3
- SIOL – Triple play
- T MOBILE – Quality
- MERCATOR – Škot – sklop 9 reklam
- MERKUR – Kosilnica , Peskovnik, Ping Pong & Plaža
- REIFFEISEN BANK – Stambeni krediti
- BANK AUSTRIA – Stanovanjski krediti
- FRUC – Izi
- MERCATOR – Ana Liza 6 spotov
- ZIMSKE OLIMPIJSKE IGRE 206 TORINO – 6 spotov snežaki
- ELEKTOR MARIBOR – špageti + proteza
- TUŠ – Novo leto 2006
- DORMEO – ločenka, spričevalo, sesalec, zaspanci
- SPARKASE – Večerja & Poslovnež
- T COM – Navijači
- T Mobile – Halo draga
- CVETAL – Vito cvetal, sadje, zelenjava, trava in rože
- TUŠ – Teleskop
- AJM – Muca Pes
- DINERS CARD – Iva
- KEKEC – Kekec pašteta
- MIP – Pršut
- HOKUS – Nahranite domišljijo
- BRONHI – Rublje, Indijanci, Nogomet, Trombon
- MERKUR – November, December
- SPAR – PRAVA CENA
- DORMEO – Lana Klingor
- KBM – Leasing
- RENAULT – Team
- BELUPO – Go Slim & Urosal
- MERKUR – 2007 animacije
- RENAULT – Ekološki
- PUBLIKUM – Kovanec
- SLOVENSKE NOVICE – Sef
- DORMEO – Infomercial Memory
- DORMEO – Infomercial Memosan
- DORMEO – Roll up
- FORD Fiesta – Ford Flota
- FORD Mondeo – Ford Flota
- TRIGLAV – Enzo N. Potenzo
- EQUAL – Družini prijazno podjetje
- PODRAVKA – Fina obitelj
- DNEVNIK – Najboljši pišejo Dnevnik (Rok,Ali,Vesna;Ranka)
- DELO – Bon za Delo
- BION 3 – Vitamini , minerali...
- ELEKTRO MARIBOR – Božiček
- MERKUR – animacije 2008
- PLINARNA MARIBOR – Ustvarimo toplino
- DORMEO – Miketič
- ROVUS – Garment Steamer
- AJM – denar
- DELO – Radio
- RENAULT – Odkritje
- SHIATSU – Massage cousin
- ITIVI – Holivud
- EUROSPORT – Angela
- MODIANA – trio
- ARCONT – Avtoodpad
- LEDO – Macho
- KOZMODISK GEL – trio
- CLIFE – Insurance
- MERKUR – 12 reklam (animacije)
- MINISTRSTVO ZA PROMET – Križ
- DORMEO – MERCATOR TREND ODEJA  - nalepke
- DORMEO – INTEGRALNA – Sliver, Coco, Soja
- ZLATEN DAB – Makedonska pivovara

### Glasbeni Videospoti
Režiser in direktor fotografije
- HARPIER - Počakaj me
- SIDDHARTA - Mir
- SIDDHARTA - Satelita
- SIDDHARTA - 1 minuta
- HARPIER - Paranoja
- HARPIER - Ali je kdo
- MAGNIFICO - Silvija, Halo gospodicna
- JINX – Easy
- VEN – Tickets
- PHONOMONICS – Crazy things
- PHONOMONICS – Pohitiva
- VICTORY – Dan brez tebe
- VEN – Orgasmania
- NINA PUŠLAR – Za vedno
- NEISHA – Zaradi upanja
- KATARINA MALA – Nehi mi že težit
- WAREFOX – March of the Finest
- BIG FOOT MAMA - Kratek Stik

- ADI SMOLAR - Jaz sem nor
- ANJA RUPEL - Plasc ljubezni,
- ANJA RUPEL - Dan kot je ta
- PSIHOMODO POP - Mila
- PSIHOMODO POP - Papak
- JAN PLESTENJAK - Nekaj umira
- JANEZ ZMAZEK-ZAN - Dusa je prazna,
- PASJI KARTEL - Ko sovraznik ne spi
- KUT GAS - Fashion
- BIG FOOT MAMA - Rola se mi zdaj, Garbage

- PSYCHO PATH - Recognition, Airrager
- KOJOTI - Pajac nije znao,
- CENTRAL PROBLEM - Zagor,Mercedes,Djubre,Oralorrie,Ovo je kraj
- ANIKA HORVAT - Ogenj in led
- DAMJANA GOLAVŠEK - Nasmeh
- AMALA - Caje sukarije
- BARNI BAND - Naša Pesem
- DAN D - Bodi moja
- DAN D - Za naju punca
- KINGSTON - Moderne sirene
- VICTORY - Zelena dezela
- DIVJI KOJOTI - Prepozno je
- BIG BIBLS BROTHERS BAND - Boogie ob polnoci
- GERONIMO - Geronimo
- ROTOR - Bik, Rotos 19
- DRUŠTVO MRTVIH PESNIKOV - Rabm
- KATRIN - Ne rabim dveh deznikov
- ZAKLONISCE PREPEVA - Zitije Mice MUriquia, Glasajte za nas, Mico Muriqui ide u Holivud
- ĐAVOLI - Jagode in Cokolada
- ELVIS JACKSON - Hawaiian club
- AVTOMOBILI - Enakonocje
- MAKE UP 2 - Pridi nazaj
- NIOWT - Freak show
- VALENTINO KANZYANI - V1
- ROCK'N'BAND - Tina
- ZORAN PREDIN - Bolj star bolj nor
- RADYOYO - V letu 00
- XENIA JUS - Tri minute do nebes
- SOULFINGERS - Do you love me
- KATICE - Jungfraua
- KLEMEN KLEMEN - Jaz sem umrl
- ZAKLONISCE PREPEVA - Hasan iz azila
- ZABLUJENA GENERACIJA - Super Boy
- ZABLUJENA GENERACIJA - Sonce nabija
- VALENTINO KANZYANI - V1
- LARA BARUCA - Norec
- INTERNET BAND - Stipe
- SHYAM - Stojala za prah
- ROTOR - Fly rotor fly
- ANIKA HORVAT - ogenj in led
- NIOWT - Loverboy
- THE KAMNS - Kaksen dan
- AL CAPONE STRAJH TRIO - Jaz,srce,kic
- LOS VENTILOS - Ne gledaj nazaj
- ZAKLONISCE PREPEVA - Sam
- MAKE UP - Ne dam
- LARA BARUCA - Kletka zelja
- ZEUS - Friss
- BILLY's PRIVATE PARKING - Brez besed
- ALFA ROMEO & JULIJA - pada svet
- ZAKLONISCE PREPEVA - Odoh majko u rokere
- KARMEN STAVEC - Na na na
- VESNA PISAROVIČ – Spremna sam
- PSYCHO PATH – Tough Cookie
- POWER DANCERS – Ženska
- POWER DANCERS – Šakalaka
- BBT AND GAME OVER – Vrni se
- ART BEAT – Pobeg
- BIG FOOT MAMA – Nekaj sladkega
- BIG FOOT MAMA – še mal bol dol
- ZAKLONIŠČE PREPEVA – Nostalgija
- MONIKA PUČELJ - Daj, pozabi me
- MAGNIFICO – here I come and here I go
- ANIKA & KLEMEN – Kdo si ti
- KLEMEN KLEMEN – terapija
- PSYCHO PATH – zadnji novi
- ZABLUJENA GENERACIJA – Imam vse
- SEVERINA – Adam I Seve
- LEELOOJAMAIS – Povej mi
- JOKSIMOVIČ ŽELJKO & Tamee - I live my life for you
- PHONOMONICS – Think twice
- Dan D – voda
- KOCKA – Zločin in kazen
- MAGNIFICO – Land of champions
- NEISHA – Zakaj
- JINX – Na zapadu
- OMAR – Vladarjev dan
- TABU – Namesto srca
- ZAKLONIŠČE PREPEVA – Prokleta je duša Slovenska
- JINX – Da smo se voljeli manje
- BILLYSI – Orion
- VICTORY – Upaj si
- MAGNIFICO – Zum Zum
- KATARINA MALA - Nehi Težit
- DANDELION CHILDREN - Smitten
- DANDELION CHILDREN - Wooden Animal
- DANDELION CHILDREN - Goalless Confessions
- MARIO B. - Just a story
- PHONOMONICS - Pohitiva
- VICTORY - Živeti spet
- BOŠTJAN LEVIČAR - Pišem zate
- VICTORY - Dan brez tebe
- NIOWT - Lamenting Venus

### Diskografija
Albumi
- JUDY SIMONE - Big Money
- CENTRAL PROBLEM - 149
- CENTRAL PROBLEM - Unrealeased demos 1999-2001
- PETER LOVŠIN - Hiša nasprot sonca
- LAGANO LAGANO - Dvije godine kasnije
- BULDOŽER - Noč
- SESTRE - Samo ljubezen
- LUSTERDAM - Lepo mi godrnjaš

Singli
- PHONOMONICS - Think twice
- PHONOMONICS - Bring it on
- PHONOMONICS - Crazy Things
- PHONOMONICS - Pohitiva
- SOUNDOKAN - Tickets

## Nagrade
- Slovenski filmski festival - nagrada vesna za najboljšo fotografijo leta 2002 za film Ljubljana
- 2002 festo (Hrvaška) najboljšo režijo oglasa - »Blamage«
- 2002 nagrada Kodak  za najboljšo kinematografijo za film Ljubljana
- 1998 porin (Hrvaška) za najboljšo izvirno filmsko glasbo, Mondo BOBO Soundtrack
- Dva zlata petelina za najboljši videospot leta 1998 in 2001 (Magnifico in Janez Zmazek - Žan)
- SOF 2004 - Srebrna nagrada za Simobil - Prvaki bloka
- SOF 2004 - Srebrna nagrada za Fruc - Dolores Traktores
- Porin 2008 - nominacija za glasbeni video Jinx - »Na zapadu«
- Boomerang 2001 za videospot Shyam - »Stojala za prah«
- 2019 Best director "Stoletje Sanj" - South film and arts academy festival Chile
- 2019 Best documentary production "Stoletje Sanj" - ARFF Barcelona International Awards
- 2020 Best documentary film "Stoletje Sanj" - Moscow Film Party Film Festival
- 2020 Best feature documentary film "Stoletje Sanj" - IFA London Independent Film Awards
- 2024 Najboljša kampanja RAIL TOUIRSM AWARDS 2024 - Slovenske železnice - Vlaki nove generacije